# Liste der Naturdenkmale in Lehrte
Die Liste der Naturdenkmale in Lehrte nennt die Naturdenkmale in Lehrte in der Region Hannover in Niedersachsen.

## Naturdenkmale
Im Gebiet der Stadt Lehrte sind 11 Naturdenkmale verzeichnet.
| Bild            | Bezeichnung                | Ort, Lage                                     | Beschreibung | Schutzzweck | Nummer   |
| --------------- | -------------------------- | --------------------------------------------- | --- | ----------- | -------- |
| Fotos hochladen | 2 Vosseichen               | Immensen (52° 23′ 41,5″ N, 10° 3′ 57,7″ O)    | Erhaltung der alten, ortsbildprägenden Eichen wegen ihrer Seltenheit, Eigenart und Schönheit.                                       |             | ND-H 047 |
| BW              | Stieleiche im Aschenbruch  | Ahlten (52° 23′ 6,7″ N, 9° 56′ 24,2″ O)       | Erhaltung des alten Baumes wegen seiner Seltenheit, Eigenart und Schönheit                                                          |             | ND-H 059 |
| BW              | Stieleiche                 | Lehrte (52° 22′ 27,4″ N, 10° 1′ 7,3″ O)       | Erhaltung des alten, landschaftsbildprägenden Baumes wegen seiner Seltenheit, Eigenart und Schönheit.                               |             | ND-H 072 |
| BW              | Thie-Linde                 | Lehrte (52° 22′ 13,7″ N, 9° 59′ 7″ O)         | Erhaltung des alten, markanten Baumes wegen seiner Seltenheit, Eigenart und Schönheit und wegen seiner heimatkundlichen Bedeutung.  |             | ND-H 073 |
| Fotos hochladen | Bullenmoor                 | Immensen (52° 24′ 20,9″ N, 10° 4′ 53″ O)      | Erhaltung des Quellmoores und seiner angrenzenden Biotope wegen ihrer Seltenheit, Eigenart und Schönheit.                           |             | ND-H 079 |
| Fotos hochladen | Stieleiche                 | Hämelerwald (52° 20′ 35,7″ N, 10° 6′ 57,5″ O) | Erhaltung des alten, landschaftsbildprägenden Baumes wegen seiner Seltenheit, Eigenart und Schönheit.                               |             | ND-H 118 |
| Fotos hochladen | Sandgrube im Ahltener Wald | Ahlten (52° 23′ 57,1″ N, 9° 54′ 15,8″ O)      | |             | ND-H 159 |
| Fotos hochladen | Mergelstich                | Lehrte (52° 24′ 23,4″ N, 9° 55′ 31,3″ O)      | Erhaltung der landschaftsbildprägenden Biotope wegen ihrer Lebensraum- und Artenvielfalt, ihrer Seltenheit, Eigenart und Schönheit. |             | ND-H 160 |
| Fotos hochladen | 2 Eichen                   | Immensen (52° 23′ 56″ N, 10° 3′ 21,8″ O)      | Erhaltung der alten, ortsbildprägende Bäume wegen ihrer Eigenart und Schönheit.                                                     |             | ND-H 199 |
| Fotos hochladen | Traubeneiche               | Arpke (52° 22′ 49,7″ N, 10° 5′ 19,5″ O)       | Erhaltung des alten, landschaftsbildprägenden Baumes wegen seiner Eigenart und Schönheit.                                           |             | ND-H 200 |
| Fotos hochladen | Findling                   | Arpke (52° 24′ 36,8″ N, 10° 4′ 39,9″ O)       | Erhaltung des Findlings wegen seiner erdgeschichtlichen Bedeutung und Seltenheit.                                                   |             | ND-H 204 |